# Aeroportul Port Stanley
Aeroportul Port Stanley (IATA: PSY, ICAO: SFAL) este un aeroport din Insulele Falkland, Regatul Unit ce deservește zona Stanley. A fost numit după zona deservită.
Situat la o altitudine de 23 m, aeroportul dispune de o singură pistă.